# Wolfgang Meins
Wolfgang Meins (* 9. Juni 1950) ist ein deutscher Hochschullehrer, Neuropsychologe und Arzt für Psychiatrie und Neurologie.
Meins wurde 1983 an der Universität Hamburg mit einer Arbeit zur Elephantiasis und Filariasis in Endemiegebieten Liberias promoviert. Er ist seit 1994 Privatdozent für Psychiatrie, seit 2001 außerplanmäßiger Professor an der Universität Hamburg. Er betreibt eine Praxis für neuropsychiatrische Gutachten in Hamburg und erstellt seit vielen Jahren Gutachten im sozial- und zivilrechtlichen Bereich. Daneben veröffentlichte er Artikel im Deutschen Ärzteblatt und bei der Achse des Guten.

## Veröffentlichung
- mit Klaus Hennicke: Besonderheiten der psychiatrischen Versorgung von geistig Behinderten mit psychischen Störungen. In: Klaus Hennicke (Hrsg.): Modelle spezialisierter psychiatrischer Hilfen für psychisch kranke Menschen mit geistiger Behinderung, Deutsche Gesellschaft für Seelische Gesundheit von Menschen mit geistiger Behinderung (DGSGB), Tagungsband, Berlin 2000, S. 43–48.